# Уорън (окръг, Тенеси)
Окръг Уорън (на английски: Warren County) е окръг в щата Тенеси, Съединени американски щати. Площта му е 1124 km², а населението – 38 276 души (2000). Административен център е град Макминвил.